# Partidul Alternativa Dreaptă
Alternativa Dreaptă este un partid de dreapta, lansat în octombrie 2019 și care a fost înființat oficial pe 9 august 2019 prin fuziunea partidelor M10 (fondat de Monica Macovei) și Forța Moldova.
Alternativa Dreaptă este membru al Alianței Conservatorilor și Reformiștilor Europeni (CRE).

## Doctrină
Alternativa Dreaptă își propune să acționeze astfel încât România să devină o democrație constituțională consolidată în care toți cetățenii ei să poată trăi liberi și demni potrivit credințelor și visurilor lor, într-un climat de siguranță și domnie a legii.
Alternativa Dreaptă își declară ca valori, libertatea personală, religioasă, economică, politică, concomitent însă cu „păstrarea identității și valorilor culturale”, „familia și credința creștină”.

## Scrutine electorale

### Alegerile prezidențiale 2019
Alternativa Dreaptă (AD) și-a asumat susținerea pentru candidatul Partidului Mișcarea Populară (PMP) Theodor Paleologu.

### Alegerile prezidențiale 2024
Alternativa Dreaptă (AD) și-a asumat susținerea pentru candidatul Partidului Forța Dreptei (FD), Ludovic Orban, de asemenea susținut și de către Partidul Mișcarea Populară (PMP).